# Сакраментарій Дрого

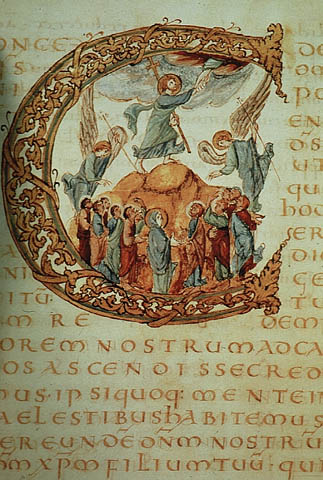
Фоліо 71v Сакраментарію Дрого: орнаментована буквиця 'C' містить сцену Вознесіння Христа.

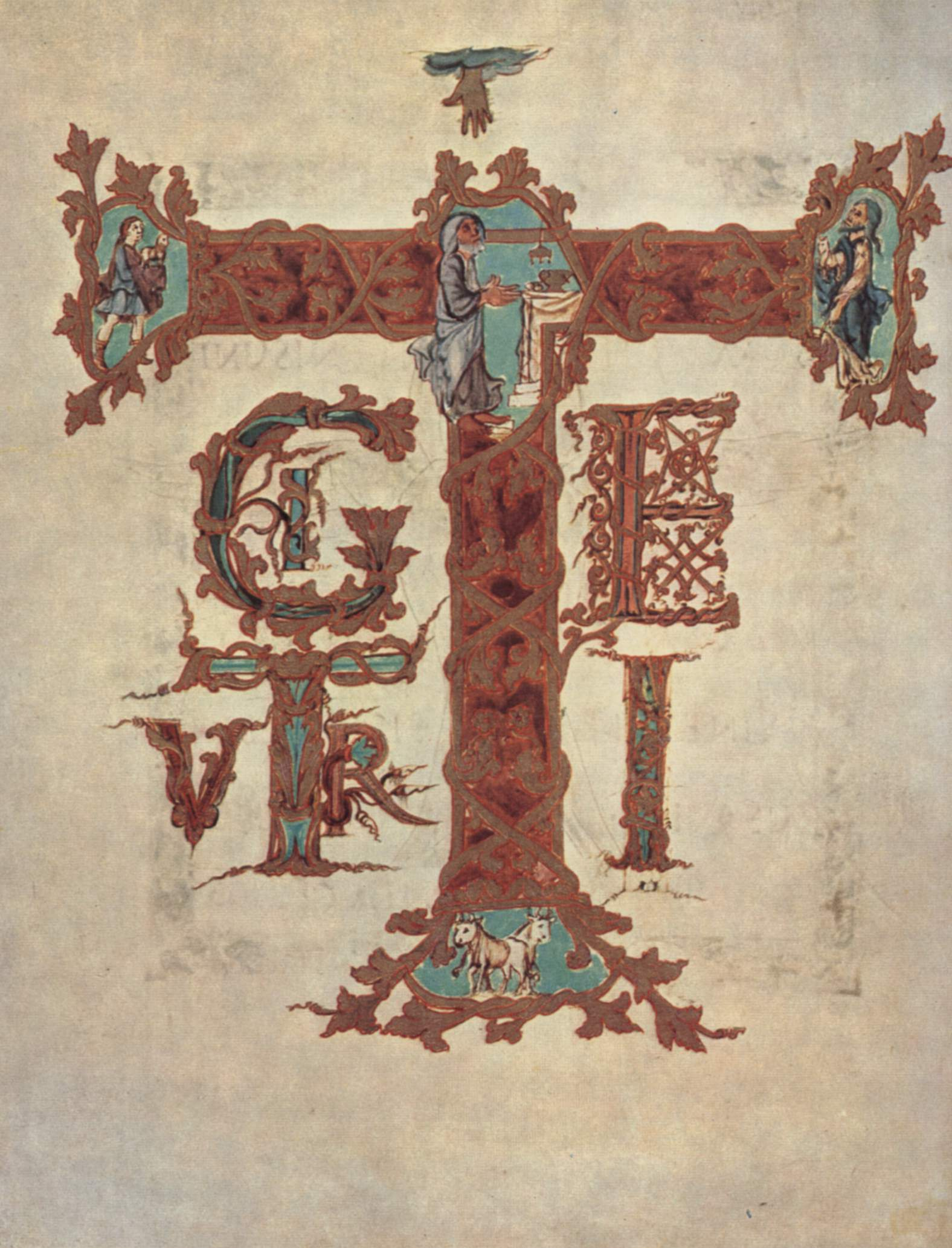
Орнаментована буквиця T з Сакраментарію Дрого.

Сакраментарій Дрого (Париж, Національна бібліотека Франції, MS lat. 9428) — каролінзький ілюмінований манускрипт з веллуму (пергамент з телячої шкіри), створений бл. 850 р.н. е., один з визначних зразків мистцтва ілюмінування книжок доби Каролінгів.

## Опис
Сакраментарій — це книга, що містить всі молитви та проповіді, які священик в церкві промовляє протягом року. Книга має розміри 264 мм на 214 мм і 130 фоліо, та розкішно ілюмінована. Сакраментарій був написаний та розмальований для особистого користування позашлюбного сина Карла Великого Дрого, єпископа Мецького.
Мец був важливим єпископством: Карл II Лисий був коронований у базиліці, а Людовик I Благочестивий та його напівбрат Дрого тут поховані. В 843 році Мец став столицею Королівства Лотарингія. Посада Драго дозволила йому стати одним з найбільших покровителей мистецтв в 9-му сторіччі. Він прикрасив свій кафедральний собор у Меці роботами, які сьогодні вважаються найкращими зразками мистецтва Каролінгів за красою та цінністю. Серед них і три манускрипти школи королівського двору, з яких сакраментарій Дрого є найбільш складним та якісним за виконанням.
Сакраментарій не є результатом роботи монастирського скрипторію, а походить з палацової школи. Він містить лише ті розділи літургії, які вимовляє єпископ. Прикладом його індивідуальної іконографії є буквиця O для молитов Вербної неділі, яка містить сцену розп'яття нового іконописного типу, що пізніше буде названа christus patiens, а не тріумфального Христа на хресті (christus triumphans), що тоді було звичайним. У зображенні, з мертвого та підданого тортурам тіла Христа тече вода і кров, які у чашу збирає жіноча фігура, що уособлює Екклезію, Церкву. Ця чаша пізніше змішається з легендою про Святий Грааль. Змій обернений навколо основи хреста, а фігури, що уособлюють Сонце та Місяць спостерігають за подією згори.
Вважається, що стиль манускрипту також вказує на вплив покровителя на його створення, оскільки фрагменти роботи є незвично схожими, що свідчить про роботу вузької групи майстрів у тісній співпраці.